# Sipí (kommun)
Sipí är en kommun i Colombia.   Den ligger i departementet Chocó, i den västra delen av landet, 270 km väster om huvudstaden Bogotá. Antalet invånare är 3 481.